# Неизменяеми части (словенски език)

## Наречие (Prislov)
Наречието в словенски има форма, еднаква с формата за среден род единствено число на прилагателното име, ако е получено от такова.
1. Dan je bil lep. (Денят беше хубав.) – прилагателно в мъжки род
2. Bilo je lepo. (Беше хубаво.) – прилагателно среден род

--> Imeli smo se lepo. (Прекарахме си добре)
--> Govorili so lepo. (Говореха хубаво.)
Освен от прилагателни, наречията се образуват от съществителни: doma (у дома, в къщи), jeseni (през есента, есенно време), от предложни конструкции: naglas (на глас), pozimi (през зимата, зиме), potem (след това, после), от глаголи: nevede (без да знае), skrivoma (тайно), mimogrede (мимоходом) или от числителни (вижте Числителни наречия).
Има четири основни вида наречия: наречия за време (danes (днес), večno (вечно)), наречия за място (domov (към къщи, у дома, в къщи)), наречия за начин (grdo (лошо, гадно), povsem (съвсем, изцяло)) и наречия за причина (nalašč (нарочно)).
По подобие наприлагателните, наречията могат да се степенуват.
- To je storil natančno. (Направи го внимателно, точно.)
  - Naslednjič pa še natančneje. (Следващия път обаче го направи по-внимателно, по-точно.)

## Междуметие (Medmet)
Междуметията са неизменяеми думи, изразяващи душевни състояния, подкана за действие, поздрав или звукоподражание.
- Uf, končno smo na vrhu. (Ох, най-накрая сме на върха.)
- Uf, povsem mi je ušlo iz spomina. (Ох, съвсем ми излезе от ума.)
- Petelin zapoje kikiriki. (Петелът запя кукуригу.)
- Mojbog, kaj še vedno klamfaš neumnosti? (Боже мой, още ли плямпаш глупости?)
- Hokus pokus, in zajec bo izginil. (Фокус-бокус, и заекът ще изчезне.)
- Torej, kaj porečeš na to? (Е, какво ще кажеш за това?)
- Brr, kako mraz je. (Бррр, какъв студ.)
- Oj (или Hej), ti človek tam zadaj: kako ti je ime? (Ей, ти там отзад, как се казваш?)
- O ne, tako pa se ne govori z menoj. (О не, така не се говори с мен.)
- No, pa adijo! (Е, значи сбогом!)
- Ne bev ne mev niso rekli. (Не казаха ни гък, ни мък.)
- Šššš : bo že bolje. (Шът! Ще стане по-добре.)

В някои случаи междуметията се променят като съществителни:
- Ufov in ojojev se izogibajte, kajti bolnik je zelo ubog revež s to obrazno hibo. (Избягвайте охканията и вайканията, тъй като болният е много нещастен с този лицев дефект.)